# Atractomorpha rufopunctata
Atractomorpha rufopunctata is een rechtvleugelig insect uit de familie Pyrgomorphidae. De wetenschappelijke naam van deze soort is voor het eerst geldig gepubliceerd in 1894 door Bolívar.